# Narail (distrito)
Narail é um distrito localizado no sudeste de Bangladesh, faz parte da Khulna, tem, população de estimada em 700 mil habitantes. 

## Geografia
Narail tem uma área de 967,99 quilômetros quadrados. Sua temperatura média varia entre 11.2 Cº e 37.1 Cº e tem um precipitação anual de 1.467 milímetros. Através do distrito fluir os rios, Madhumati, Nabaganga, Bhairab e Chitra. 
Área Total de terras cultiváveis é de 176.504 hectares (714 km2), terras agrícolas de 25.090 hectares (102 km2), a área florestal de 10 Acres, área irrigada de 36.208 hectares (147 km2), área Sob Rio de 8562 hectares (35 km2).